# Кобден (Іллінойс)
Кобден (англ. Cobden) — селище (англ. village) в США, в окрузі Юніон штату Іллінойс. Населення — 1074 особи (2020).

## Географія
Кобден розташований за координатами 37°32′0″ пн. ш. 89°15′16″ зх. д. / 37.53333° пн. ш. 89.25444° зх. д. (37.533392, -89.254353).  За даними Бюро перепису населення США в 2010 році селище мало площу 3,18 км², з яких 3,16 км² — суходіл та 0,02 км² — водойми.

## Демографія
Згідно з переписом 2010 року, у селищі мешкало 1157 осіб у 428 домогосподарствах у складі 282 родин. Густота населення становила 364 особи/км².  Було 470 помешкань (148/км²).
Расовий склад населення:
| - 81,2 % — білих - 1,1 % — чорних або афроамериканців - 1,0 % — корінних американців - 0,3 % — азіатів - 0,1 % — вихідців з тихоокеанських островів - 13,4 % — осіб інших рас |

До двох чи більше рас належало 2,9 %. Частка іспаномовних становила 28,6 % від усіх жителів.
За віковим діапазоном населення розподілялося таким чином: 25,6 % — особи молодші 18 років, 59,1 % — особи у віці 18—64 років, 15,3 % — особи у віці 65 років та старші. Медіана віку мешканця становила 38,6 року. На 100 осіб жіночої статі у селищі припадало 97,8 чоловіків;  на 100 жінок у віці від 18 років та старших — 95,2 чоловіків також старших 18 років.
Середній дохід на одне домашнє господарство  становив 50 318 доларів США (медіана — 36 080), а середній дохід на одну сім'ю — 57 876 доларів (медіана — 41 723). За межею бідності перебувало 24,1 % осіб, у тому числі 27,5 % дітей у віці до 18 років та 22,4 % осіб у віці 65 років та старших.
Цивільне працевлаштоване населення становило 606 осіб. Основні галузі зайнятості: освіта, охорона здоров'я та соціальна допомога — 37,1 %, виробництво — 15,0 %, роздрібна торгівля — 9,4 %, науковці, спеціалісти, менеджери — 7,6 %.